# (17447) Heindl
(17447) Heindl (1990 HE) – planetoida z pasa głównego asteroid okrążająca Słońce w ciągu 2,71 lat w średniej odległości 1,94 j.a. Odkryta 25 kwietnia 1990 roku.